# Ebba Hammarskiöld
Ebba Margareta Hammarskiöld, född 9 februari 1951 i Stockholm, är en svensk konstnär. 
Hammarskiöld studerade vid Kursverksamhetens dagskolas estetiska linje 1975–1976, Tollare folkhögskola 1976–1977, Pernbys målarskola 1977–1979 och Valands konsthögskola 1979–1984. Hon var verksam som dekoratör 1971–1975. Hon har hållit separat- och samlingsutställningar i Stockholm, Göteborg, Malmö och Höganäs. Hon är representerad vid Borås konstmuseum, Statens konstråd, Sveriges allmänna konstförening och Göteborgs konstråd.